# Gabriele Dulcetta
Gabriele Dulcetta (Favara, 19 gennaio 1856 – Agrigento, 29 settembre 1913) è stato un nobile, politico e mafioso italiano.
È stato il mandante dell'omicidio del medico Pietro Vasta ed anche ha protetto e collaborato con il brigante Paolo Ferraro.

## Biografia
Fu l'ultimo dei quattordici figli (nove maschi e cinque femmine) di Vincenzo Dulcetta (Favara, 1811-1892) e Giuseppina Fanara (Favara 1814-1886). Cresce in un ambiente nobile e signorile, la sua, da generazioni è stata una famiglia ricca e patriarcale, una delle più importanti e prestigiose della borghesia agraria a Favara, ed in particolare, suo padre fu un ricco proprietario terriero, possidente di circa 700 salme di terreno siciliane, distribuite oltre che a Favara,( San Benedetto) anche nei territori di Naro  (Gelso Vecchio) ed Agrigento,(Misita, Gibisa, Mandra di Schiava e Cannatello) che con le sue grandi coltivazioni ed allevamenti ha dato lavoro e avuto alle sue dipendenze migliaia di operai, gli unici a differenza di tanti altri proprietari terrieri di Favara che erano trattati bene rispetto a quei tempi, percependo una buona paga ed anche usufruendo di vitto e alloggio, per questo gli è stato attribuito l'appellativo di " U Generali"  mentre sua madre, discendeva dai Lucchesi Palli un'antica nobile famiglia di Naro. Egli, grazie al padre, divenne ereditario e ricco feudatario di alcune contrade agrigentine, in particolare quella della Misita dove possedeva più terreni ed amava farsi chiamare con gli appellativi di don e onorevole, tipici elogi ricorrenti nell'ambito mafioso.
Ha sposato Anna Vaccaro sua nipote, figlia della sorella Anna e del Notaio Gerlando Vaccaro (già Sindaco di Favara).
Durante la sua vita, con i suoi fratelli,è stato il protettore ed il collaboratore del brigante Paolo Ferraro, che più volte frequentava la sua villa. Si tramanda che Don Gabriele Dulcetta conversando con il Presidente del Tribunale di Agrigento, tessé tante lodi al brigante da spingere il Magistrato a conoscerlo. Dopo alcuni mesi in occasione della tosatura delle greggi, ricorrenza che ogni anno si festeggiava nelle grande masserie siciliane con inviti a trascorrere una giornata in campagna,  il Magistrato, il Delegato di Pubblica Sicurezza, il Capitano dei Carabinieri ed altri personaggi importanti, furono invitati a pranzo dai fratelli Dulcetta in una loro azienda agricola, dove vennero serviti da un cameriere arzillo e sorridente. Finito il pranzo, il Presidente alzatosi dal tavolo ha comunicato a tutti gli altri ospiti che a breve avrebbero avuto l'occasione di conoscere il famoso brigante Paolo Ferraro, di cui in quegli anni si era parlato molto, e rivolgendosi al suo amico Gabriele non esitò a chiedere dove fosse, Dulcetta fedele alla promessa di farglielo conoscere, rispose che Paolo Ferraro era proprio il cameriere che aveva servito il pranzo. Il Presidente chiese allora di farlo venire al tavolo, ma il padrone di casa rispose che ormai era lontano almeno 10 chilometri dal luogo. 

### La Mafia dei Cudi Chiatti
Fu con i suoi fratelli Giuseppe, Ludovico, Calogero, Stefano, Paolo, Bernardo, Angelo e Salvatore e ad altri esponenti della borghesia agraria di Favara della seconda metà dell'800, uno dei capi e fondatore della potente e silenziosa organizzazione mafiosa cosiddetta dei Cudi Chiatti (Code Piatte), questo termine venne attribuito in quanto i suoi affiliati si muovevano a cavallo, portando un largo mantello sulle spalle, terminante sulla groppa del cavallo a modo di coda. Per un ventennio questa mafia capeggiata da lui non fu delinquenza ma rispetto alla legge e all'onore e difesa di ogni diritto era composta da feudatari, piccoli proprietari terrieri, commercianti, professionisti ed allevatori, ed ebbe un'istituzione diversa da tutte le altre , che si erano macchiati nei crimini e nel sangue, essa venne chiamata anche la " mafia dell'ordine o l'alta mafia" e si adoperò affinché si potesse dare maggiore tranquillità, specie nelle campagne e che alcuni suoi accoliti di fiducia venissero assunti come campieri nelle grande fattorie ed altri come guardie nei cantieri di lavoro per la costruzione delle strade rurali di quel tempo, tutto ciò con il beneplacito dei feudatari e dei piccoli proprietari terrieri che vedevano in questa mafia la tutela dei propri interessi.  Questa mafia collegata con altre dello stesso tenore, sia dalla provincia che fuori venne presto distinta dalle altre mafie di Favara e di altrove per i fini che si proponeva di perseguire; alcune persone degne di fiducia hanno poi spiegato che tale mafia era assolutamente contraria ai disordini, come rapine, furti, sequestri di persona, fatti a scopo di estorcere denaro, abigeati, nonché tante altre disarmonie turbatrici della pace sociale.  Non ebbe mai a disinteressarsi o a rifiutarsi di fare ottenere dei favori che gli venivano chiesti dal più umile al più grande, e in molte occasioni metteva a disposizione il suo portafoglio, rifiutando qualsiasi remunerazioine da parte del beneficiario, non fece mai sfoggio della sua persona, vestiva sempre modestamente ed era ossequioso con tutti. Conservò un grande affetto per il suo fratello maggiore Ludovico ch'ebbe di grande aiuto per tutte le faccende ingarbugliate da risolvere. Fu un uomo politico e anche assessore comunale del paese. Egli inoltre pranzava con politici e nobili di ogni rango al fine di consolidare amicizie e trarre beneficio per i propri interessi personali. Era la sera di una tiepida giornata autunnale del 29 settembre del 1913, quando rimasto solo nella sua fattoria della Misita si tolse la vita suicidandosi,  si disse poi che la causa di quel gesto estremo era stata un'importante confidenza che aveva dato a un suo fidatissimo amico, e che quest'ultimo l'avrebbe tradito.